# Orea
Orea település Spanyolországban, Guadalajara tartományban. Orea Alcoroches, Alustante, Orihuela del Tremedal, Albarracín és Checa községekkel határos. Lakosainak száma 195 fő (2024).

## Népesség
A település népessége az utóbbi években az alábbiak szerint változott:
| Lakosok száma | 282  | 258  | 236  | 249  | 242  | 218  | 189  | 180  | 210  | 195  |
|               | 2001 | 2004 | 2006 | 2009 | 2011 | 2014 | 2016 | 2019 | 2021 | 2024 |